# 舍普季茨基区

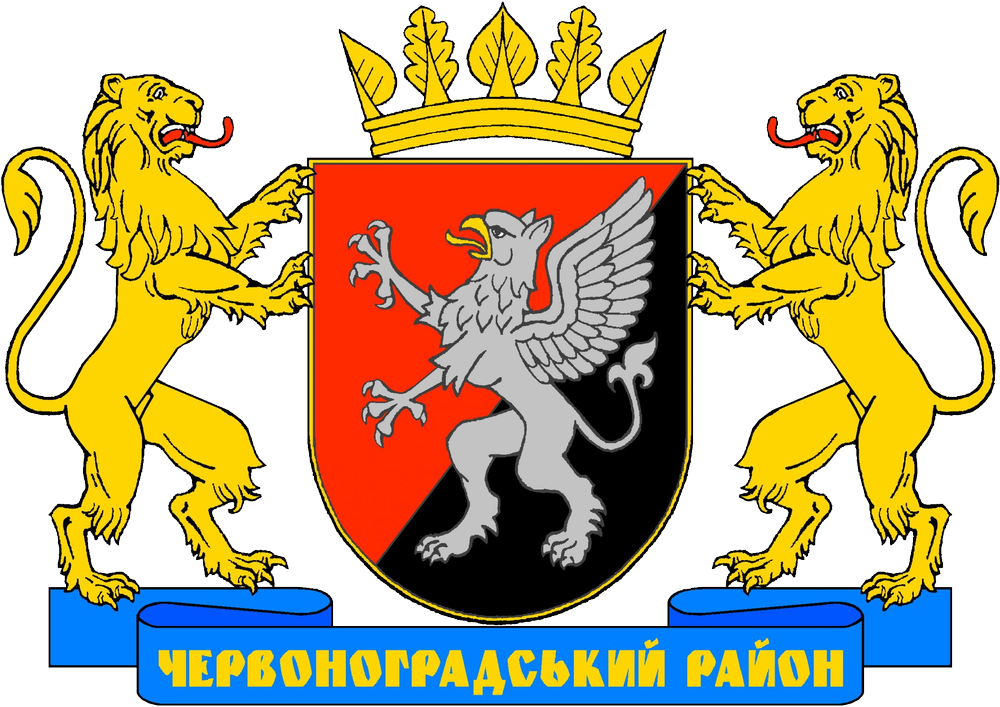
切爾沃諾赫拉德區徽章

舍普季茨基区在利沃夫州的位置

舍普季茨基区（烏克蘭語：Шептицький район），2024年9月前名为切尔沃诺赫拉德区（烏克蘭語：Червоноградський район），是乌克兰利沃夫州最北端的一个区，区府设于舍普季茨基（原名切尔沃诺赫拉德）。
该区是在2020年7月乌克兰行政区划改革时成立的，是由原拉傑霍夫區、索卡爾區两个区和切尔沃诺赫拉德市镇，以及部分卡姆揚卡-布茲卡區的区域组合而成的。切尔沃诺赫拉德区的面积为2996.8平方公里，2021年人口数量为228,945人。
2024年9月19日，乌克兰最高拉达将此区的名字改为舍普季茨基区。

## 行政区划
在成立时切尔沃诺赫拉德区划分为7个市镇，以下依人口由多到少排列：
- 索卡利市鎮（烏克蘭語：Сокальська міська громада）
- 拉傑霍夫市鎮（烏克蘭語：Радехівська міська громада）
- 大莫斯特市鎮（烏克蘭語：Великомостівська міська громада）
- 切爾沃諾赫拉德市鎮（烏克蘭語：Червоноградська міська громада）
- 貝爾茲市鎮（烏克蘭語：Белзька міська громада）
- 洛帕廷市鎮（烏克蘭語：Лопатинська селищна громада）
- 多布羅特維爾市鎮